# Rhipidomys venezuelae
Rhipidomys venezuelae är en däggdjursart som beskrevs av Thomas 1896. Rhipidomys venezuelae ingår i släktet sydamerikanska klätterråttor och familjen hamsterartade gnagare. IUCN kategoriserar arten globalt som livskraftig. Inga underarter finns listade i Catalogue of Life.
Arten förekommer i norra Venezuela och i angränsande områden av ordöstra Colombia. Iakttagelser på Trinidad och Tobago behöver bekräftas. Habitatet utgörs av olika slags skogar.